# Сорхе-Дег (Марказі)
Сорхе-Дег (перс. سرخه ده) — село в Ірані, у дегестані Нур-Алі-Бейк, в Центральному бахші, шагрестані Саве остану Марказі. За даними перепису 2006 року, його населення становило 263 особи, що проживали у складі 63 сімей.

## Клімат
Середня річна температура становить 17,22°C, середня максимальна – 35,16°C, а середня мінімальна – -3,28°C. Середня річна кількість опадів – 270 мм.
| Клімат поселення                              | Клімат поселення | Клімат поселення | Клімат поселення | Клімат поселення | Клімат поселення | Клімат поселення | Клімат поселення | Клімат поселення | Клімат поселення | Клімат поселення | Клімат поселення | Клімат поселення | Клімат поселення |
| Показник                                      | Січ.             | Лют.             | Бер.             | Квіт.            | Трав.            | Черв.            | Лип.             | Серп.            | Вер.             | Жовт.            | Лист.            | Груд.            |                  |
| Середній максимум, °C                         | 12,79            | 15,22            | 19,09            | 25,38            | 30,13            | 34,08            | 35,16            | 33,69            | 29,84            | 24,70            | 18,82            | 12,80            |                  |
| Середня температура, °C                       | 4,75             | 7,19             | 11,04            | 17,34            | 22,11            | 26,05            | 29,00            | 27,56            | 23,70            | 18,54            | 12,68            | 6,65             |                  |
| Середній мінімум, °C                          | −3,28            | −0,85            | 3,02             | 9,31             | 14,08            | 18,02            | 22,86            | 21,40            | 17,56            | 12,40            | 6,52             | 0,50             |                  |
| Норма опадів, мм                              | 42               | 38               | 45               | 30               | 21               | 4                | 1                | 1                | 1                | 17               | 28               | 42               |                  |
| Середньомісячна швидкість вітру, м/с          | 1.85             | 2.25             | 3.06             | 3.43             | 3.40             | 3.11             | 3.37             | 3.05             | 2.50             | 2.42             | 2.01             | 1.92             |                  |
| Середньомісячна сонячна радіація, кДж/м²·день | 9057             | 11885            | 14455            | 18026            | 21855            | 25915            | 25239            | 23217            | 20011            | 14744            | 10823            | 8672             |                  |
| --------------------------------------------- | ---------------- | ---------------- | ---------------- | ---------------- | ---------------- | ---------------- | ---------------- | ---------------- | ---------------- | ---------------- | ---------------- | ---------------- | ---------------- |
| Джерело:                                      |                  |                  |                  |                  |                  |                  |                  |                  |                  |                  |                  |                  |                  |